# فرانسيسكو باليستر
فرانسيسكو باليستر إنجويكس (16 سبتمبر 1946 - 5 فبراير 1977) كان لاعب كرة قدم إسباني لعب في مركز الظهير الأيمن.
شارك في 105 مباراة مع نادي إلتشي، بما في ذلك الهزيمة في نهائي كأس الملك عام 1969، ولعب مرة واحدة مع منتخب إسبانيا في نفس العام. وفي عام 1970، انضم إلى ريال مدريد مقابل 5 ملايين بيزيتا إسبانية.
أصيب فرانسيسكو بعد مباراتين و100 دقيقة لعب مع ريال مدريد، ولم يلعب للفريق مرة أخرى، وغادر في عام 1974. تقاعد بسبب إصابته بسرطان الخلايا المنوية في عام 1975 وتوفي بعد ثلاث سنوات عن عمر يناهز 30 عامًا.

## المسيرة الكروية
مولود في Xàtiva في مجتمع بلنسية، لعب فرانسيسكو لنادي مسقط رأسه أولمبيك تشاتيفا، الذي ساعده في الترقية إلى الدرجة الثالثة. ثم وقع مع نادي إلتشي، وبعد عامين في فريق الرديف إيليتشيتانو، ظهر لأول مرة كمحترف في الدوري الإسباني في 5 فبراير 1967 في خسارة 3-0 خارج أرضه أمام برشلونة.
أصبح فرانسيسكو لاعبًا منتظمًا لفريق إلتشي في المواسم التالية، وفي 15 يونيو 1969 لعب في نهائي كأس الجنرال، وخسر 1-0 أمام أتلتيكو بلباو. بعد عشرة أيام، حصل على مباراته الدولية الوحيدة مع إسبانيا، حيث لعب آخر 16 دقيقة من الخسارة 2-0 خارج أرضه أمام فنلندا كبديل لأمانسيو، في تصفيات كأس العالم لكرة القدم 1970.
في 18 يناير 1970، سجل فرانسيسكو هدفه الوحيد، برأسه محرزًا هدف التعادل في مباراة انتهت بالتعادل 1-1 خارج أرضه أمام بونتيفيدرا. انتقل إلى ريال مدريد في صفقة مدتها ثلاث سنوات مقابل رسوم قدرها 5 ملايين بيزيتا إسبانية، دون أن يكون على علم بالصفقة مسبقًا. انضم بعد موسم الدوري وقبل نهاية موسم كأس الجنرال، وشارك لأول مرة في 10 مايو في فوز 3-0 على أرضه على كاستيلون في مباراة الإياب من دور الستة عشر. وبعد أسبوع في المباراة التالية، خارج أرضه أمام لاس بالماس، تعرض لكسر في الغضروف المفصلي بعد مرور عشر دقائق.
غاب فرانسيسكو عن موسمين كاملين قبل أن يتم تعيينه في فريق الاحتياطي الذي شكل حديثًا (ريال مدريد كاستيا). بالكاد لعب لفريق الدرجة الثالثة، حيث أصبح اللاعب الدولي المستقبلي أنخيل لانتشاس كان يؤدي بشكل جيد في نفس المركز.
انضم فرانسيسكو إلى نادي أونتينينتي في الدرجة الثالثة على سبيل الإعارة في عام 1974. بسبب إعاقته الجسدية، تم نقله إلى مركز محوري في خط الدفاع في خط الوسط، معتمداً على خبرته. وبانتهاء عقده، عاد اللاعب البالغ من العمر 27 عاما إلى ناديه الأصلي لخوض موسمه الأخير. بعد تعرضه لضربة أثناء المباراة، عانى من مشاكل في المعدة وذهب إلى الطبيب، حيث تم تشخيص حالته بالورم المنوي.

## المرض والموت
ترك فرانسيسكو كرة القدم وأصبح مدرسًا للتربية البدنية بعد تشخيص حالته. توفي في 5 فبراير 1977 عن عمر يناهز 30 عامًا. كان لديه وزوجته ابنة تبلغ من العمر خمس سنوات، والتي نشأت لتصبح طبيبة جراحة.

## روابط خارجية
- فرانسيسكو باليستر على BDFutbol